# 第69独立援護旅団 (ロシア陸軍)
第69独立援護旅団（だい69どくりつえんごりょだん、ロシア語: 69-я отдельная бригада прикрытия）は、ロシア陸軍の旅団。第35諸兵科連合軍隷下。
ロシア連邦軍唯一の援護旅団。

## 概要

### 第二次世界大戦
1941年7月26日、第二次世界大戦の影響に伴い、赤軍第272狙撃師団としてロシア・ソビエト連邦社会主義共和国レニングラード州で創設された。
同月から継続戦争、独ソ戦に投入され、初陣ですぐにドイツ軍に包囲されたが、枢軸国に勝利し、赤星勲章、赤旗勲章、名誉称号「スヴィリ」、「ポメラニアン」を授与された。

### 冷戦期
1946年7月、部隊縮小に伴い、第50独立狙撃旅団に改編された。
1953年、部隊増強に伴い、第46狙撃師団に改編された。
1957年6月、クルスク州に移駐し、機械化に伴い、第46自動車化狙撃師団に改編された。
1964年11月、師団番号返還に伴い、第272自動車化狙撃師団に改称された。
1970年、ユダヤ自治州に移駐した。
1989年7月、砲兵部隊化に伴い、第128機関銃・砲兵師団に改編された。

### ロシア陸軍

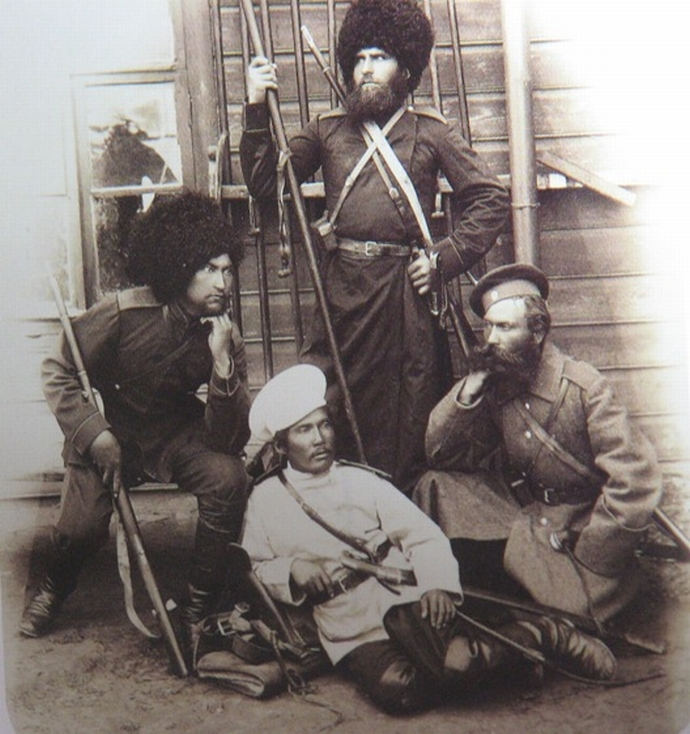
アムール・コサック軍

1992年5月、ソビエト連邦の崩壊とロシアの独立で創設されたロシア陸軍に編入した。
1993年2月、部隊縮小に伴い、第173機動要塞旅団に改編された。
1997年5月、部隊増強に伴い、第128機関銃・砲兵師団に改編された。
2009年1月、部隊縮小に伴い、第69独立援護旅団に改編された。

### ロシアのウクライナ侵攻

#### 北部・キーウ戦線
2022年2月24日、ロシアのウクライナ侵攻でベラルーシに配備され、キーウ方面で友軍を援護したが、北部キーウ州で撃退された。

#### 北東部・イジューム戦線
2022年4月、北東部ハルキウ州イジューム地区に再配置され、友軍を援護したが、6月にロシアの軍事ブロガー兼ルガンスク人民共和国兵士のアンドレイ・モロゾフが損害で兵士が100人未満となり、第35諸兵科連合軍が全滅したと報告した。

#### 南部・ザポリージャ戦線
2023年6月、再編されて南部ザポリージャ州ポロヒー地区に再配置され、戦略予備からフリャイポレ方面に展開した。

#### ロシア・クルスク戦線
2024年11月、ロシア・クルスク州に再配置され、友軍の救援でスジャ方面に展開した。

## 編制
- 旅団司令部（バブストヴォ）
- 第1機関銃大隊
- 第2機関銃大隊
- 第3機関銃大隊
- 戦車大隊
- 自走砲大隊
- 高射ミサイル大隊

- 通信大隊
- 兵站大隊
- 偵察中隊
- 整備中隊
- 電子戦中隊
- NBC防護中隊
- 衛生中隊